# ای‌پی‌ان
نام نقطه دسترسی (ای‌پی‌ان) (به انگلیسی: Access Point Name (APN)) دروازه‌ای بین یک شبکه تلفن همراه GSM ،GPRS، 3G یا 4G و یک شبکه رایانه ای دیگر، اغلب اینترنت عمومی است.
یک دستگاه تلفن همراه که اتصال داده ایجاد می‌کند باید با ای‌پی‌ان پیکربندی شود تا به شرکت مخابراتی ارائه شود. شرکت مخابراتی سپس این شناسه را بررسی می‌کند تا مشخص کند چه نوع اتصال شبکه باید ایجاد شود، به عنوان مثال: کدام آدرس IP باید به دستگاه بی‌سیم اختصاص یابد، از کدام روش‌های امنیتی استفاده می‌شود و چگونه یا اگر باید به برخی از آنها متصل شود شبکه خصوصی مشتری.
به‌طور خاص، ای‌پی‌ان شبکه داده بسته (PDN) را که کاربر داده تلفن همراه می‌خواهد با آن ارتباط برقرار کند، شناسایی می‌کند. علاوه بر شناسایی PDN، از ای‌پی‌ان همچنین می‌تواند برای تعریف نوع سرویس (به عنوان مثال اتصال به سرور پروتکل برنامه‌های بی‌سیم (WAP)، سرویس پیام چندرسانه ای (MMS)) که توسط PDN ارائه می‌شود، استفاده شود. ای‌پی‌ان در شبکه‌های دسترسی به داده 3GPP استفاده می‌شود، به عنوان مثال. سرویس رادیویی بسته‌های عمومی (GPRS)، هسته بسته تکامل یافته (EPC).